# Coppa Europa dei 10000 metri 2007
La Coppa Europa dei 10000 metri 2007 si è tenuta a Ferrara, in italia il 7 aprile.

## Classifiche
| Pos. | Nazione            | Prestazione |
| ---- | ------------------ | ----------- |
| 1    | Spagna             | 1:26:55.09  |
| 3    | Carles Castillejo  | 28:32.70    |
| 7    | Ivan Hierro        | 29:05.68    |
| 9    | José Rios          | 29:16.71    |
| 2    | Italia             | 1:27:44.24  |
| 6    | Daniele Meucci     | 28:56.70    |
| 10   | Gianmarco Buttazzo | 29:17.10    |
| 13   | Fabio Mascheroni   | 29:30.44    |
| 3    | Portogallo         | 1:27.48.78  |
| 15   | Rui Pedro Silva    | 28:56.66    |
| 11   | José Ramos         | 29:22.32    |
| 12   | Licinio Pimentel   | 29:29.80    |

| Pos. | Nazione | Prestazione |
| ---- | ------- | ----------- |
| 1    | Spagna  | 1:39:02.23  |
| 2    | Italia  | 1:39:40.51  |